# 穆默爾湖
48°35′51″N 8°12′4″E / 48.59750°N 8.20111°E

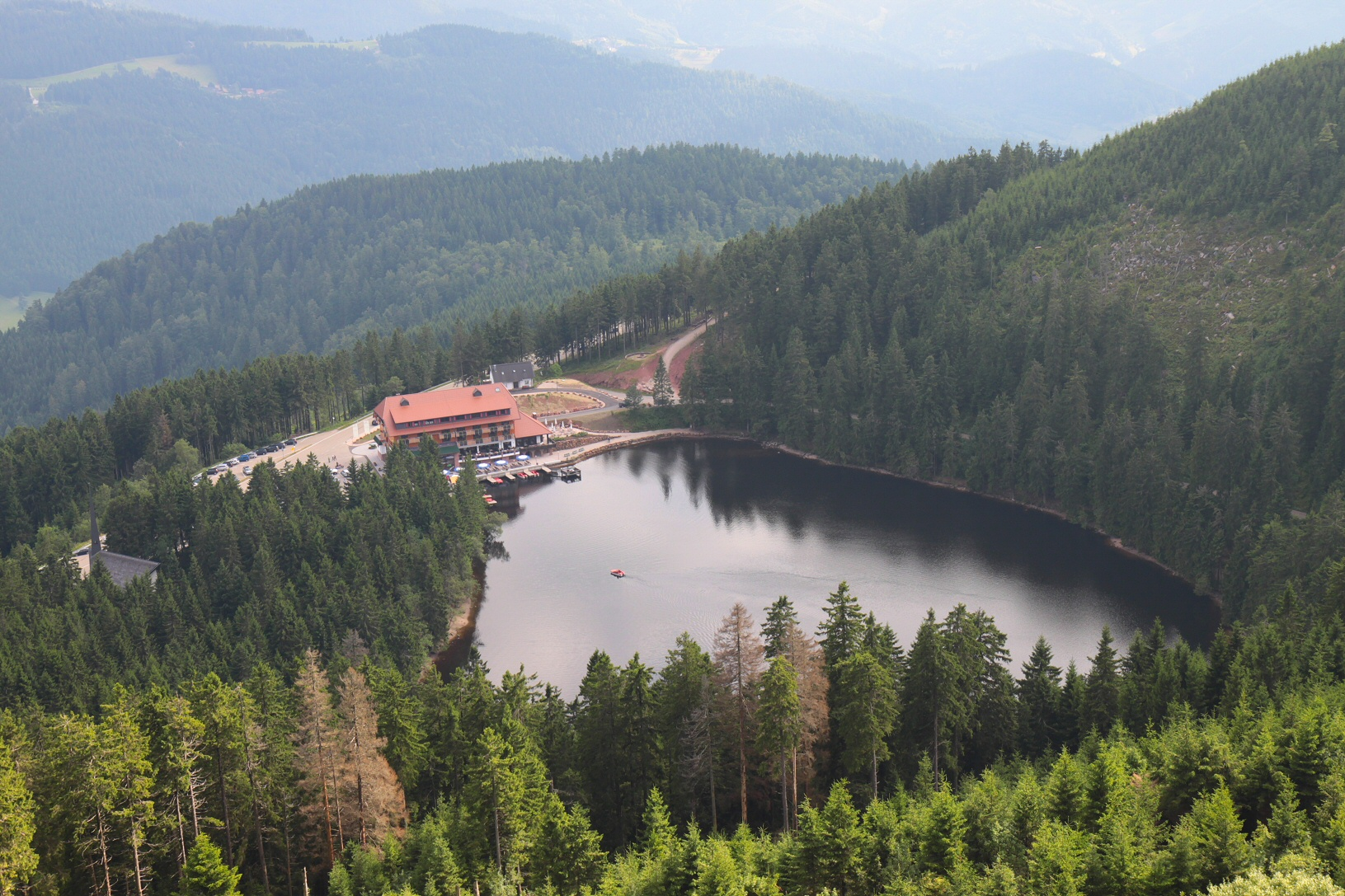

穆默爾湖（德語：Mummelsee），是德國的湖泊，位於該國西南部，由巴登-符騰堡州負責管轄，處於黑林山，長0.3公里、寬0.2公里，面積0.04平方公里，海拔高度1,029米，最大水深18米。